# Бисеровский район
Бисеро́вский район — административно-территориальная единица в составе Кировской области РСФСР, существовавшая в 1935—1955 годах. Административный центр — село Бисерово.

## География
Район граничил с Омутнинским, Верхнекамским и Зюздинским районами Кировской области, с Коми-Пермяцким Автономным округом Пермской области.

### Основные реки
Территория района располагалась в бассейнах рек Кама, Пура, Чус, Колыч.

## История
До революции 1917 года территория района входила в состав Глазовского уезда Вятской губернии. Уезд делился на станы. Стан делился на волости. С 1891 года Зюздинский стан включал в себя Афанасьевскую, Бисеровскую, Гординскую волость. В 1921 году Глазовский уезд был преобразован во вновь образованную Воткинскую автономную область, а Бисеровская, Афанасьевская и Гординская волости перешли в состав вновь образованного Омутнинского уезда Вятской губернии.
Постановления ВЦИК РСФСР от 14 января и от 4 февраля 1929 года положили начало образованию Нижегородской области, в состав которой была передана территория Вятской губернии. Чуть позже, 15 июля 1929 года Нижегородская область была переименована в Нижегородский край. Постановлением ВЦИК от 10 июня 1929 года уезды и волости были заменены районами. Таким образом, в 1929 году был образован под именем Зюздинского новый район, который и включал в себя бывшие три волости: Афанасьевскую, Бисеровскую, Гординскую.
Административные реформы на этом не закончились. После убийства С. М. Кирова постановлением ВЦИК от 7 декабря 1934 года из Нижегородского края, который к тому времени был переименован в Горьковский край, был выделен самостоятельный Кировский край в составе 37 районов. Постановлением Президиума ВЦИК от 28 января 1935 года Зюздинский район был разделён на два — Зюздинский и Бисеровский. Зюздинский район включал в себя территории двух бывших волостей: Афанасьевской и Гординской, а Бисеровскому району были переданы территории бывших Бисеровской и Георгиевской волостей, последняя в тот момент была частью Кайского района. В новый район вошло 16 сельсоветов и 179 населённых пунктов (данные на 1 января 1950 года). В годы Великой Отечественной войны на фронт ушло около 5 тыс. уроженцев Бисеровского района, на фронт поставлено около 600 лошадей. В 1955 году 30 сентября Зюздинский и Бисеровский районы снова объединены в один район — Зюздинский. В 1963 году Зюздинский район был переименован в Афанасьевский.
За годы самостоятельного существования в районе были созданы и построены районная больница (1935), детский сад, средняя и начальная школы, Дом культуры (1938), МТС (1940), здание библиотеки, баня и т. д. Ведущее сельскохозяйственное предприятие Бисеровского района — колхоз «Заря». Крупная библиотека имени Ф. Ф. Павленкова (ранее Зюздино-Воскресенская библиотека), созданная в 1905 году (по иным сведениям — в 1911 году) на средства этого книгоиздателя, завещавшего своё состояние на расширение действующих и создание новых 2018 сельских библиотек-читален, долгое время оставалась крупнейшей, наряду с Афанасьевской, библиотекой всего Зюздинского края. В районе выходила собственная многотиражная газета «Колхозный путь».

## Административное деление
В 1950 году в состав района входило 16 сельсоветов и 179 населённых пункта:
| № п/п | Сельсовет       | Кол-во НП | Население |
| ----- | --------------- | --------- | --------- |
| 1     | Березовский     | 9         | 682       |
| 2     | Бисеровский     | 11        | 1252      |
| 3     | Васеневский     | 10        | 656       |
| 4     | Володятский     | 4         | 181       |
| 5     | Георгиевский    | 16        | 638       |
| 6     | Закултанский    | 6         | 209       |
| 7     | Заобменский     | 8         | 505       |
| 8     | Кересовский     | 7         | 561       |
| 9     | Кладовский      | 16        | 588       |
| 10    | Костоусовский   | 7         | 301       |
| 11    | Ново-Носковский | 11        | 436       |
| 12    | Русиновский     | 14        | 757       |
| 13    | Савинский       | 11        | 708       |
| 14    | Сардайский      | 8         | 171       |
| 15    | Сидоровский     | 33        | 1098      |
| 16    | Феклистятский   | 8         | 744       |

## Достопримечательности
- Мемориальная стела на месте дома, в котором жил В. Г. Короленко во времена ссылки (октябрь 1879 — январь 1880 года) в Березовских починках.
- В с. Георгиево — стела погибшим в годы Гражданской войны.
- Церкви (полуразрушенные) в д. Кувакуш (старообрядческая), с. Савинцы.